# Liste des épisodes de Dawson

Cette page présente la liste des épisodes de la série télévisée américaine Dawson (Dawson's Creek).

## Première saison (1998)
1. Rencontre de la deuxième fille (Pilot)
2. La fièvre monte le samedi soir (Dance)
3. Tant qu'il y aura des baisers (Kiss)
4. Sexualité, mensonges et vidéo (Discovery)
5. Autant en emporte le temps (Hurricane)
6. Allô Bessie, ici bébé (Baby)
7. Deux garçons, trois filles, cinq possibilités (Detention)
8. Retour vers le passé (Boyfriend)
9. Tombe les filles et surtout tais-toi! (Roadtrip)
10. On achève bien les escargots (Double Date)
11. Petit « Scream » entre amis (The Scare)
12. La belle et le bête (Beauty Contest)
13. Deux jours de réflexion (Decisions)

## Deuxième saison (1998-1999)
1. Et Dawson créa la femme (The Kiss)
2. L'Amour craque (Crossroads)
3. Petites scènes de la vie conjugale (Alternate Lifestyles)
4. Hier ne meurt jamais (Tamara's Return)
5. Nuit blanche à Capeside (Full Moon Rising)
6. Le Bal, c'est casse-pieds (The Dance)
7. Révisez ou je fais un malheur (The All-Nighter)
8. Héros malgré eux (The Reluctant Hero)
9. La Femme de mon vote (The Election)
10. Les Liaisons trop dangereuses - 1re partie (High Risk Behavior)
11. Les Liaisons trop dangereuses - 2e partie (Sex She Wrote)
12. Potins de filles (Uncharted Waters)
13. L'Important c'est de filmer ! (His Leading Lady)
14. La Classe aux folles (To Be or Not to Be...)
15. Attention ! Un homme peut en cacher un autre (...That Is the Question)
16. Le Grand Blues (Be Careful What You Wish For)
17. La bonne aventure, c'est l'aventure (Psychic Friends)
18. Le Mariage de ma meilleure amie (A Perfect Wedding)
19. Et au milieu coule une vipère (Rest in Peace)
20. Fille au bord de la crise de nerfs (Reunited)
21. Au revoir les amants (Ch... Ch... Ch... Changes)
22. Tout feu, tout flambe (Parental Discretion Advised)

## Troisième saison (1999-2000)
1. La Nouvelle Ève (Like a Virgin)
2. L'Expérience inédite (Homecoming)
3. Tricheur, tricheur (None of the Above)
4. L'Étoffe du héros (Home Movies)
5. Les Demoiselles de Capeside (Indian Summer)
6. Miss Jenny et son chauffeur (Secrets and Lies)
7. La Peur aux trousses (Escape from Witch Island)
8. La Grosse bouffe (Guess Who's Coming to Dinner)
9. Petit dancing (Four to Tango)
10. Les Quatre filles du docteur (First Encounters of the Close Kind)
11. Les Grandes illusions (Barefoot at Capefest)
12. Dans la froideur de la nuit (A Weekend in the Country)
13. Le Pacey Aurore Picture Show (Northern Lights)
14. Gardés à vue (Valentine's Day Massacre)
15. Le Mauvais goût des autres (Crime and Punishment)
16. Démission impossible (To Green, with Love)
17. Nurse Pacey (Cinderella Story)
18. Les Petits randonneurs (Neverland)
19. On connaît bien la chanson (Stolen Kisses)
20. Une journée sans fin (The Longest Day)
21. Règlement de comptes à OK Capeside (Show Me Love)
22. Tenue incorrecte exigée (The Anti-Prom)
23. Mariés à tout prix (True Love)

## Quatrième saison (2000-2001)
1. L'été était presque parfait (Coming Home)
2. Mon meilleur ennemi (Falling Down)
3. Les Vents de la mer (Two Gentlemen of Capeside).                                             Lorsque Dawson et Joey sont jumelés pour un travail, Pacey décide de faire une dernière sortie avec son bateau, True Love, en compagnie de Jen, pour tenter d’oublier que sa copine passe l’après-midi avec son ancien amoureux.
4. Soir et déboires ! (Future Tense).            Dawson et Pacey doivent surveiller Joey lorsque celle-ci boit un peu trop d’alcool à la fête d’anniversaire de Jen.
5. Trois Leery et un couffin (A Family Way). Alors que ses sentiments deviennent plus forts, Joey considère passer à la prochaine étape dans sa relation avec Pacey et se rend dans une clinique pour y recueillir des renseignements sur la sexualité.
6. 2001, l'odyssée de l'extase (Great Xpectations).                                          Dawson, Joey, Pacey et Jack viennent au secours d’Andie lorsque celle-ci vole un comprimé d’ecstasy.
7. Le Cercle des amis disparus (You Had Me at Goodbye).                                           Joey ne sait pas qui choisir entre Dawson et Pacey pour écrire sa recommandation pour l’université. Andie annonce qu’elle quitte Capeside
8. Idéal suspect (The Unusual Suspects). Dawson, Pacey et Jack sont les principaux suspects d’une farce qui a été faite au directeur Peskin, mais après que leur interrogation eut révélé des alibis solides, un autre suspect fait surface.
9. Que les fêtes commencent (Kiss Kiss Bang Bang).                                              Joey est blessée de constater qu’une autre femme accompagne Dawson au cinéma, mais elle a un choc de taille lorsqu’elle le voit l’embrasser lors de la fête de Noël chez les Leery.
10. Itinéraire d'un réalisateur raté (Self-Reliance).                                                 Dawson et Joey sont tous les deux perturbés par le baiser que celui-ci et Gretchen, la sœur de Pacey, ont échangé sous le gui. Même s’il risque de la perdre, Pacey envoie Joey résoudre son problème avec Dawson.
11. Mélodrame en sous-sol (The Tao of Dawson). Dawson avoue à Pacey qu’il est amoureux de Gretchen. Joey est enfermée dans la réserve avec Drue Valentine.
12. Délires en la demeure (The Te of Pacey).  Joey organise une fête surprise pour le 18ième anniversaire de Pacey.
13. Indépendance gay (Hopeless).                    Dawson sort avec Gretchen et quelques-unes de ses amies de collège. Pacey et Joey font une sortie avec Drue, qui les amène à s’interroger sur leur vie sexuelle.
14. Les seniors font du ski (Winter's Tale).    Joey et Pacey considèrent passer à la prochaine étape de leur relation. Dawson doit décider, avec l’aide du vieil ami de M.Brooks, s’ils doivent débrancher le respirateur artificiel de celui-ci.
15. Quatre hommages et un enterrement (Four Stories). Joey et Pacey ont de la difficulté à exprimer leurs pensées le lendemain de leur nuit passionnée. La situation devient plus pénible lorsque Dawson demande à Joey si elle a couché avec Pacey.
16. L'Homme qui murmurait à l'oreille de Jen (Mind Games). Pacey est surpris d’apprendre que Joey a menti à Dawson au sujet de leur nuit ensemble pendant le voyage de ski et il s’interroge sur leur avenir.
17. Admission impossible (Admissions). À sa grande surprise, Joey est admise à l’université Worthington. Par contre, Dawson voit sa candidature rejetée à l’école de cinéma de l’université de New York.
18. La Vérité si tu mens ! (Eastern Standard Time)                                                               Joey et Jen vont à New York pour affronter le père de cette dernière. Dawson et Gretchen partent à l’aventure.
19. La Fille qui marchait vers la mère (Late) Joey est sur le bord de la panique lorsqu’elle croit être enceinte, mais l’est encore plus lorsqu’elle ne peut rejoindre Pacey.
20. Apocalypse show (Promicide)                      Jen succombe à son désespoir et tombe dans l’oubli. Jack entreprend une relation avec Tobey.
21. Nombreux désordres amoureux (Separation Anxiety).                                      À la suite du fiasco au bal des finissants, Dawson découvre que Gretchen quitte la ville et décide de la suivre. Joey et Pacey pensent à mettre fin à leur relation.
22. La Lauréate (The Graduate).                    Un chapitre se termine alors que Dawson, Joey, Jen et Jack revêtent le costume universitaire. Andie retourne à Capeside pour la cérémonie de remise des diplômes. L’attitude de Pacey risque de lui coûter sa dernière chance de graduer.
23. Qu'aujourd'hui ne meurt jamais (Coda). Dawson se prépare à partir pour la Californie où il participera à un programme en cinéma durant l’été et a de la difficulté à dire au revoir à Joey.

## Cinquième saison (2001-2002)
1. Si Boston m'était conté (The Bostonians) Dawson reçoit un message déchirant de Joey qui lui fait part de son désir de mettre fin à leur amitié. Pacey découvre ce qui pourrait être sa véritable vocation. Jen trouve l’amour avec un bel étranger.
2. Joey Potter à l'école des C (Lost Weekend). De retour à Capeside pour annoncer à ses parents qu’il abandonne l’université, Dawson vit une tragédie. Joey est bouleversée lorsqu’elle apprend que Pacey travaille à Boston depuis des semaines.
3. Partir puis revenir (Capeside Revisited).  Dawson, Joey et Pacey mettent leur rancune de côté lorsque le père de l’un d’eux meurt.
4. Tchao bambins (The Long Goodbye).       Après avoir regardé des films d’horreur, Joey, Jack, Pacey et Grams racontent leurs expériences les plus terrifiantes et des légendes urbaines
5. Buena sigma social club (Use Your Disillusion).  Dawson accepte l’invitation de Joey à passer un week-end à Boston, mais leur relation n’est plus comme elle était. Jack est surpris par la visite inattendue de son petit ami Tobey.
6. Ma mère est une actrice (High Anxiety). Après une nuit de débauche avec Jack, Dawson accuse Joey d’avoir causé la mort de son père.
7. Cette mort sur ordonnance (Text, Lies and Videotape). Dawson considère retourner à l’université USC pour faire honneur à son père. Pacey fait des avances à Karen malgré la relation de celle-ci avec son patron.
8. Une nuit à l'hôtel New Hampshire (Hotel New Hampshire). Dawson emmène Jen à un petit festival de films au New Hampshire où son documentaire est honoré. Enivrés par les honneurs, ils partagent un des moments les plus importants de la vie d’un garçon.
9. Des frissons dans la nuit (Four Scary Stories).
10. Cuisine et interdépendances (Appetite for Destruction). Pacey décide d’organiser une soirée chez Grams pour rassembler le groupe de nouveau.
11. Charlie et son drôle de drame (Something Wild). Joey surprend tout le monde en se prenant d’amitié pour l’ex-petit ami de Jen.
12. Le Seigneur des bateaux (Sleeping Arrangements)
13. Les Petits nerfs à vif (Something Wilder)
14. Le cinéma, c'est pas paradisio (Guerilla Filmmaking)
15. Prends l'oseille et ne tire pas (Downtown Crossing)
16. Les Dieux les font tomber sur la tête (In a Lonely Place)
17. Chantons sous la folie (Highway to Hell)
18. Meilleur critique féminin (Cigarette Burns)
19. Ce que veulent les filles (100 Light Years from Home)
20. Tu m'aimes, moi non plus (Separate Ways)
21. Les Liaisons orageuses (After Hours)
22. À bout de course (The Abby)
23. Y a-t-il des amants dans l'avion (Swan Song)

## Sixième saison (2002-2003)
1. Ça recommence aujourd'hui (The Kids Are Alright)
2. Le téléphone sonne toujours plusieurs fois (The Song Remains the Same)
3. Le Campus qui en savait trop (The Importance of Not Being Too Earnest)
4. Mon ex est une actrice (Instant Karma!)
5. Propositions incohérentes (The Impostors)
6. Recherche fantôme désespérément (Living Dead Girl)
7. L'Esclandre d'une blonde (Ego Tripping at the Gates of Hell)
8. Une virée en concert (Spiderwebs)
9. À l'aube du premier jour (Everything Put Together Falls Apart)
10. Arrêtez-moi si vous pouvez (Merry Mayhem)
11. Le Fabuleux Destin de Dawson Leery (Day Out of Days)
12. Zéros de conduite (All The Right Moves)
13. Un taxi pour la route (Rock Bottom)
14. Embrassons qui nous voulons (Clean and Sober)
15. La Nuit la plus longue (Castaways)
16. Chacun cherche son moi (That Was Then)
17. Working Joey (Sex and Violence)
18. Amour et confessions (Love Bites)
19. Docteur Drew est Mister Love (Lovelines)
20. Comment se faire larguer en une leçon (Catch-22)
21. Parle avec lui (Goodbye, Yellow Brick Road)
22. Se souvenir de toutes les belles choses (Joey Potter and the Capeside Redemption)
23. Larmes fatales (All Good Things...)
24. Une fille d'exception (...Must Come to an End)